# دوري كرة القدم الغربي 1901–02
دوري كرة القدم الغربي 1901–02 (بالإنجليزية: 1901–02 Western Football League)‏ هو موسم من دوري كرة القدم الغربي ‏. فاز فيه نادي بورتسموث.